# Donner (jezioro)
Donner (ang. Donner Lake) – słodkowodne jezioro leżące w północno-wschodniej Kalifornii na wschodnim zboczu pasma górskiego Sierra Nevada, około 20 mil (32 km) na północny zachód leży znacznie większe jezioro Tahoe. Obok jeziora znajduje się miejscowość Truckee.

## Historia
Jezioro było światkiem dramatycznych wydarzeń jakie się nad nim rozegrały zimą 1846–1847, kiedy to grupa amerykańskich pionierów zwana Wyprawą Donnera (od której jezioro zawdzięcza swoją obecną nazwę) w trakcie migracji ze Środkowego Zachodu do Kalifornii, utknęła tutaj z powodu niekorzystnych warunków atmosferycznych. Prawie połowa odciętych od świata pionierów zginęła na skutek głodu i chorób, a wielu z ocalałych w desperacji dopuściła się na ciałach pobratymców ludożerstwa.
Wcześniej jezioro nazywano Truckee, tak jak leżące nad nim obecnie miasto Truckee i pobliską rzekę Truckee. Nazwa ta pochodzi od imienia Indianina z plemienia Pajutów, wodza Truckee, który przywitał pierwszych Europejczyków w okolicy okrzykiem „Tro-key”, co w języku Paiute oznacza „wszystko w porządku”. Przybysze myśleli, że Indianin mówi im jak się nazywa, i tak już zostało.